# Nijkerk
Nijkerk (baix alemany Niekark) és un municipi de la província de Gelderland, al centre-oest dels Països Baixos. L'1 de gener del 2009 tenia 39.218 habitants repartits sobre una superfície de 72,05 km² (dels quals 2,53 km² corresponen a aigua). Limita al nord amb Bunschoten (U), Zeewolde (Fl) i Putten, i al sud amb Barneveld i Amesfoort (U).

## Centres de població
Achterhoek, Appel, De Veenhuis, Doornsteeg, Driedorp, Hoevelaken, Holk, Holkerveen, Kruishaar, Nekkeveld, Nijkerkerveen, Prinsenkamp, Slichtenhorst, 't Woud i Wullenhove.

## Administració
El consistori consta de 25 membres, compost per:
- Crida Demòcrata Cristiana, (CDA) 6 regidors
- ChristenUnie/SGP, 5 regidors
- PROgressief21 - 3 regidors
- Partij Nijkerk - 3 regidors
- Hart voor Nijkerk - 3 regidors
- Partit Popular per la Llibertat i la Democràcia, (VVD) 3 regidors

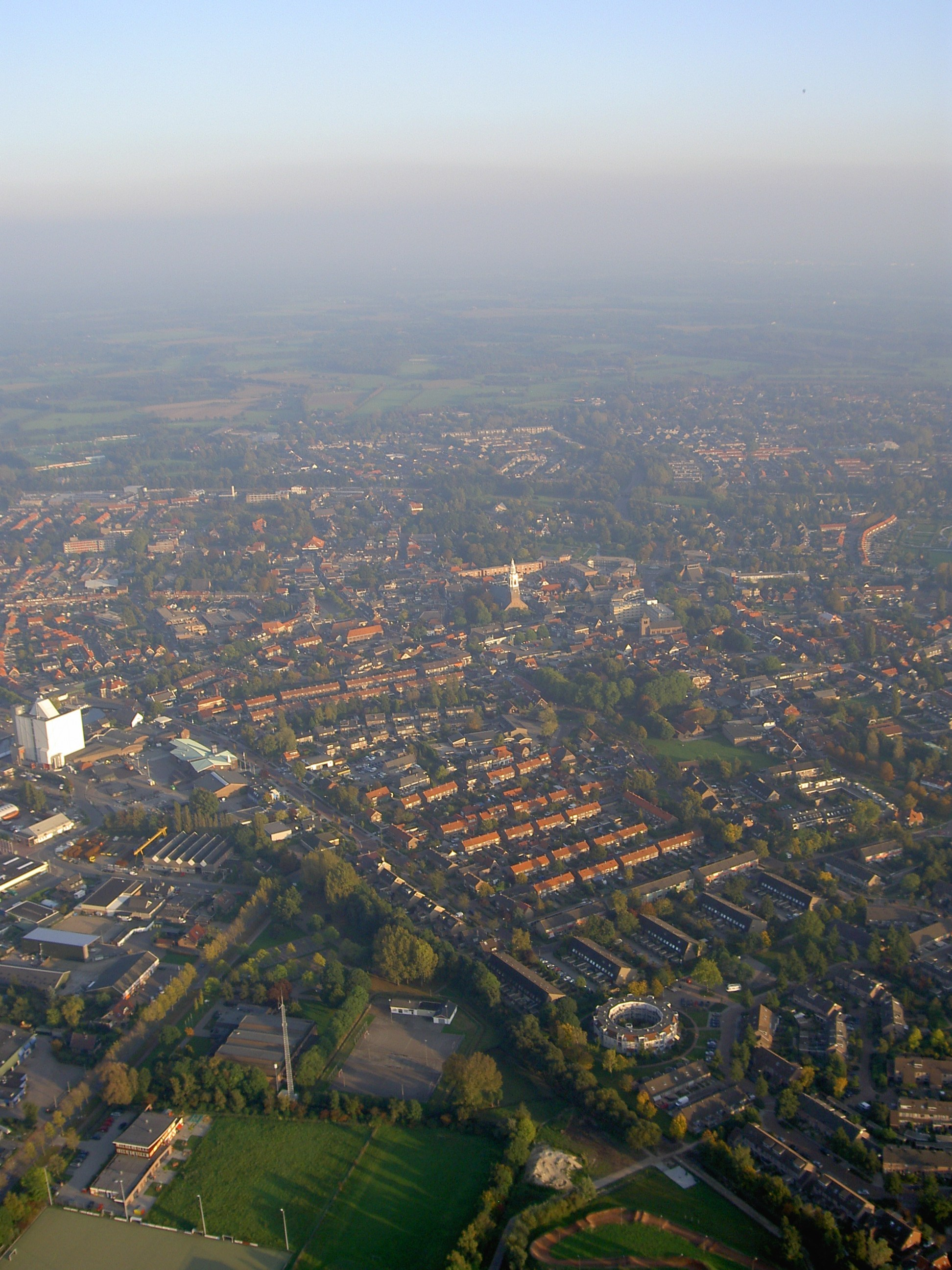
Vista aèria

- Hoevelaken Nú - 2 regidors

## Personatges il·lustres
- Christiaan Eijkman, premi Nobel de Medicina 1929

## Agermanaments
- Schenectady